# Ida Platt
Ida Platt (Chicago, 29 de septiembre de 1863 – 1939) fue una abogada estadounidense ubicada en Chicago. En 1894, se convirtió en la primera mujer afroamericana con licencia para ejercer la abogacía en Illinois, y la tercera en Estados Unidos.

## Trayectoria
Fue la hija de Amelia B. Pratt y Jacob F. Su padre poseía un negocio de maderas. Ella trabajó como taquígrafa y secretaria para poder costearse la facultad de Derecho, y aprendió alemán y francés en su trabajo. También estudió piano cuando era joven. Platt fue la primera mujer afroamericana que se licenció por la facultad de derecho de la Universidad de Chicago-Kent cuando terminó en 1894.
Fue admitida al Colegio de Abogados de Illinois en 1894, convirtiéndose en la primera abogada afroamericana en aquel estado, y la tercera en todo Estados Unidos. Trabajó en la oficina de Chicago de Joseph Washington Errant, en derecho de sucesiones y derecho inmobiliario. En 1896  habló en la convención nacional de la Liga de Mujeres de Color de Nueva York, sobre "Mujeres en la Profesión Legal". Abrió su propia oficina en el centro en 1911. Fue miembro  de la Asociación del Colegio de Abogados de Cook County.
El primo de Platt, Richard Theodore Greener, fue el primer afroamericano que se licenció por la Universidad de Harvard, decano de la facultad de Derecho de la Universidad de Howard, y un diplomático en Siberia; su hija Belle da Costa Greene fue una bibliotecaria prominente.
Platt se casó en 1928, a los 65 años de edad, y se mudó a Inglaterra. Falleció allí en 1939, a los 76 años. Hoy existen viviendas públicas para jubilados en Chicago con el nombre Apartamentos Ida Platt en su honor.